# وتکینسک
وتکینسک، شهری کوچک و صنعتی در جمهوری اودمورتیا در روسیه است. این شهر حدود ۱۰۰۰ کیلومتر با مسکو فاصله دارد. این شهر زادگاه پیوتر ایلیچ چایکوفسکی است. 